# Labrum articulaire
Pour les articles homonymes, voir Labrum (arthropode).
En anatomie, un labrum articulaire (ou bourrelet articulaire ou bourrelet marginal ou fibrocartilage marginal ou fibrocartilage périarticulaire) est un anneau de cartilage fibreux retrouvé, chez l'Humain, dans deux articulations :
- l’articulation huméro-scapulaire (labrum glénoïdal de la scapula), sur la scapula (ou omoplate), qui reçoit la tête de l'humérus ;
- l’articulation coxo-fémorale (labrum acétabulaire), sur l'acetabulum, la partie de l'os iliaque qui reçoit la tête du fémur.

Cet anneau entoure la partie osseuse qui participe à l'articulation.
Ce dernier ressemble à un anneau marginal et est triangulaire à la coupe avec une face libre (surface articulaire) et deux surfaces adhérentes (capsule et surface articulaire) 
Il creuse et agrandit la surface articulaire (ex: Labrum de l'articulation scapulo-humérale) 

## Déchirure
La déchirure du labrum acétabulaire est associée à des microtraumatismes répétés dû à des pivots et des mouvements de torsion lors de la pratique d'un sport ou d'un événement traumatique spécifique. La partie antérieure du labrum est la plus vulnérable lors des mouvements d'extension et de rotation externe de hanche.
La déchirure du labrum supérieur de la scapula, fréquente pour différents sports, est appelée SLAP lésion (de l'anglais superior labrum from anterior to posterior).